# Estniska Lärdomssällskapet i Sverige
Estniska Lärdomssällskapet i Sverige grundades den 15 februari 1945 av estniska vetenskapsmän som flytt undan sovjetiska ockupationen till Sverige. Sällskapets mål är att skapa ett forum för vetenskapliga arbeten för estniska forskare och akademiker bosatta i Sverige samt främja vetenskapliga kontakter de två länderna emellan. Sällskapet anordnar regelbundna föredragsaftnar och seminarier, ger sedan år 1952 ut årsboken Annales Societatis Litterarum Estonicae in Svecia, arrangerar högtidssammankomster och utflykter, samt har ett mindre bibliotek i Estniska huset i Stockholm. Lärdomssällskapet har en mindre avdelning i Syd-Sverige som grundades år 1947.          

## Historia
Estniska Lärdomssällskapet i Sverige grundades den 15 februari 1945 i Stockholm. Bland grundarna återfanns Tartu Universitets professorer Gustav Suits, Armin Tuulse, Villem Koern och Gustav Ränk. Till ordförande valdes före detta rektorn för Tartu Universitet och Estlands ärkebiskop Johan Kõpp. Målet för sällskapet var att vara kontaktorgan och forum för vetenskapligt arbete för estniska vetenskapsmän i Sverige, skapa ett bibliotek, stötta forskning ekonomiskt samt ge ut publikationer. År 1947 grundades sällskapets avdelning i Syd-Sverige i Lund av professorer Edgar Kant, Julius Mägiste och Hans Kauri.  
Runt 45 av 90 estniska akademiker som flydde under andra världskriget från Estland kom till Sverige. Historiker Evald Blumfeldt (ordförande i sällskapet 1955–1975) redovisade år 1949 att 37 akademiker vid Tartu Universitet hade deporterats eller avrättats,  90 befann sig i exil, 42 hade stannat kvar i Estland samt att det saknades information om 22 personer. En betydande del av den första och andra generationen av estniska vetenskapsmän hade valt att fly till Sverige. Detta bidrog till att det estniska lärdomssällskapet under 1950-talet hade i genomsnitt 130 medlemmar från alla vetenskapliga områden.  
En stor del av sällskapets årliga budget gick till biblioteket. 1980-talet hade sällskapet ett bibliotek med cirka 10 000 band och därtill 20 hyllmeter av vetenskapliga avhandlingar och andra skrifter. Detta bibliotek överfördes år 1994 till Tartu universitetets bibliotek. Redan 1946 utgavs de första historieböckerna i sällskapets regi, föredragsaftnar anordnades, allt detta parallellt med de systematiska historieförfalskningar som pågick i Sovjet‐Estland sedan ockupationen påbörjades. För de exilestniska forskarna och akademikerna var det ett medvetet arbete att bevara och samla historiska källor, samt fortsätta sitt vetenskapliga arbete i Sverige för att sedan återvända hem. Ingen av dem trodde att Estland skulle förbli ockuperat i 47 år. 
1951 grundade sällskapet det Estniska vetenskapliga institutet för att bedriva utbildningsverksamhet. Institutet hade 14 inriktningar, med föreläsningar av Evald Blumfeldt och Arnold Soom (historia), Richard Indreko (arkeologi), Gustav Ränk, Ilmar Talve, Eerik Laid, Helmut Hagar och Ivar Paulson (etnografi), Oskar Loorits (folkloristik), Armin Tuulse (konsthistoria), och Juhan Aavik (musikhistoria). 1984 gav institutet ut en bok som sammanställde information om 578 estniska forskare utanför Estland, ”Estonian Scholars and Scientists Abroad. Biografical Directory”.
Bland svenskar som hjälpte estniska exilvetenskapsmän kan nämnas professorerna Birger Nerman och Sten Karling, som båda hade arbetat i Tartu, samt riksarkivarie Sigurd Curman.

### Inriktning av arbetet efter Estlands frigörelse
Efter att Estland den 20 augusti 1991 åter blev fritt förändrades det estniska lärdomssällskapets grundläggande förutsättningar. Många exilakademiker, bland dem alla grundarna till sällskapet, kunde aldrig återvända till sitt hemland, men de som fortfarande var verksamma och en del av nästa generations exil-ester var mycket aktiva med att samarbeta med forskare i Estland. 19 mars 1999 undertecknades ett associationsavtal mellan Estlands vetenskapsakademi i Tallinn och det Estniska Lärdomssällskapet i Sverige. Målet var att fördjupa samarbetet mellan forskare och akademiker i Estland och Sverige. Forskare som kom från Estland för att utbildas eller arbeta i Sverige välkomnades till sällskapet. År 1999 hade sällskapet 143 medlemmar (i Stockholm 86 och i Lund 57).

## 2000-talet
Den 13 februari 2018 firades Estlands 100-årsjubileum med ett symposium om Estnisk historia i Estniska Huset.

## Ordföranden
- 1945–1954 Johan Kõpp
- 1954 Andres Mathiesen
- 1955–1975 Evald Blumfeldt
- 1976–1977 Aino Käärik
- 1978–1980 Ervin Pütsep
- 1981–1986 Enno Penno
- 1987 Jaan Novek
- 1987–1990 Ilja Pähn
- 1991–1997 Gunnar Hiis
- 1998–2004 Ivar Paljak
- 2005–2007 Tiit Land
- 2007–2016 Ants Anderson
- 2016– Evelin Tamm

## Hedersledamöter
- Johannes Aavik
- Vello Helk (invald 30 november 2008)
- Lauri Kettunen
- Eduard Poom
- Jüri Engelbrecht
- Raimo Raag
- Tarmo Soomere (invald februari 2017)[9]